# Oregon Route 120
Az Oregon Route 120 (OR-120) egy oregoni állami országút, amely kelet–nyugati irányban a portlandi North Portland Road-i vasúti felüljáró és az Interstate 5, valamint az Oregon Route 99E Columbia-folyótól délre fekvő csomópontja között halad.
A szakasz Swift Highway No. 120 néven is ismert.

## Leírás
A szakasz Portland nyugati részén, a North Portland Road Union Pacific Railroad-vágányokat keresztező felüljárójánál kezdődik északkeleti irányban. A Columbia-csatorna keresztezése után az út a North Marine Drive-nál délkeletre fordul, majd az Interstate 5 és az OR 99E közös csomópontjában végződik.
Az OR 42 a nagyobb repülőtereket, kikötőket, csővezetékek végpontjait, közlekedési csomópontokat és hasonló helyszíneket összekötő utakat listázó Nemzeti Autópálya-hálózat (National Highway System) része.

### Történet
Az ODOT elődje, az Oregon State Highway Commission az utat 1931. december 4-én másodrendű országútként jelölte ki. 1966. november 22-étől a North Columbia Boulevard és az Oregon Railroad and Navigation Company vasútvonalának átjárója közötti nyomvonal nem szerepel az államilag karbantartott szakaszok között. Az állami közlekedési bizottság 2002. július 24-én a 120-as jelölés kiosztása mellett döntött. 2008. július 22-én a Columbia-csatornán átívelő híd karbantartási feladatai az ODOT-tól Portland városához kerültek.

## Fordítás
Ez a szócikk részben vagy egészben  az   Oregon Route 120 című angol Wikipédia-szócikk ezen változatának fordításán alapul.  Az eredeti cikk szerkesztőit annak laptörténete sorolja fel. Ez a jelzés csupán a megfogalmazás eredetét és a szerzői jogokat jelzi, nem szolgál a cikkben szereplő információk forrásmegjelöléseként.